# Сант'Андреа (Сијена)
Сант'Андреа је насеље у Италији у округу Сијена, региону Тоскана.
Према процени из 2011. у насељу је живело 34 становника. Насеље се налази на надморској висини од 230 м.